# Кюрёнйоки
Кю́рёнйоки (швед. Kyro älv, фин. Kyrönjoki) — одна из самых значительных рек Финляндии, первая по площади водосбора и 4-я по длине. Впадает в Ботнический залив Балтийского моря. На реке расположено 4 ГЭС.

## Гидрография
Ранее считалось, что данная река берёт начало в озере Каухаиерви (Kauhajärvi) на Суоменселькэ и течет сначала под названием Каиха-иоки, потом Ильмаиоки и, наконец — Кюрё/Кюро. В настоящее время принято считать, что река Кюро образовалась в результате слияния рек Яласиоки и Каухаиоки. Исток реки, таким образом, расположен на уровне 45 м в. у. м. в муниципалитете Курикка в 2 км от его райцентра. Паводки наблюдаются весной (в связи с таянием снега) и поздней осенью (в связи с обильными дождями в ноябре). Летняя межень. Средний расход воды у г. Корсхолм составляет 45 м³/с.
Русло реки меняет направление с северного на северо-восточное, затем на западное и впадает в залив Квефлакс (Qveflaiks). В некоторых частях судоходна, но прерывается порогами, на которых ещё в средние века было заложено множество мельниц; в низовьях распадается на несколько довольно узких и мелких рукавов. В более ранних источниках длина Кюро указывалась в размере 168 км, ныне сама длина реки составляет 127 км, вместе с притоком Каухаиоки длиной 73 км он составляет 200 км. Площадь водосбора достигает 492 297 га, ширина в устье доходит до 130 м, глубина между порогами варьирует от 2 до 12 м. Наиболее значительные притоки (справа) Ялас-иоки и Сейне-иоки.

## Особенности
В целом бассейн Кюро, в пределах которого проживает свыше 100 000 человек, представляет собой весьма плодородную местность с прекрасными полями и лугами, на которых расположено много деревень, хуторов. В бассейне реки расположен и город Сейняйоки. Бассейн реки отличается низким содержанием озёр, которые занимают всего 1,3 % его площади, из которых 0,4 % приходится на искусственные водохранилища. Крупнейшее искусственное водохранилище имеет площадь зеркала 11,3 км² и лишь 4 озера имеют площадь зеркала превышающее 1 км². Это, в свою очередь, объясняет малую заболоченность бассейна. Поэтому в его пределах 25 % земли пригодно для земледелия по сравнению с 9 % в среднем по стране. Впрочем, для реки также характерно резкое повышение кислотности воды (падение уровня pH) в период некоторых половодий, впервые описанное в 1854 году. Во время таких окислений в реке часто погибает вся рыба. В прошлом Кюро была самой большой из рек Вазаской губернии ВКФ.